# Cook Ridge
Cook Ridge är en bergstopp i Antarktis. Den ligger i Östantarktis. Australien gör anspråk på området. Toppen på Cook Ridge är 431 meter över havet.
Terrängen runt Cook Ridge är kuperad. Trakten är obefolkad. Det finns inga samhällen i närheten.